# Если хочешь хорошо провести время, звони…
«Если хочешь хорошо провести время, звони…» (англ. For a Good Time, Call...) — полнометражный американский фильм-комедия о сексе по телефону, снятый режиссёром Джеми Тревисом. В главных ролях снимались: Эри Грейнор, Лорен Миллер, Джастин Лонг, Стефани Лин, Мими Роджерс, Марк Уеббер и Джеймс Уок. Премьера фильма состоялась на национальном кинофестивале Сандэнс в январе 2012 года. 31 августа 2012 года был показан в кинотеатрах США.

## Сюжет
Лорен вынуждена найти себе жильё, так как её бросает парень, сочтя её слишком скучной и требует, чтобы она съехала с его жилья. Джесс, старый друг Лорен предлагает жить в хороших апартаментах, однако по соседству с Кэти, давней неприятельницей, с которой произошёл инцидент 10 лет назад. Лорен, однако, вынуждена согласиться, так как в крупном городе крайне сложно найти недорогую и обширную квартиру. Сначала девушки враждовали между собой, но случайно Лорен узнаёт, что Кэти занимается сексом по телефону, чтобы заработать любыми способами деньги. Лорен предлагает открыть Кэти собственную линию и начать бизнес. Лорен решает работать в качестве ассистента. Однако, как оказалось, не всё так гладко идёт. Третья приглашённая сотрудница бизнеса, оказывается религиозным фанатиком и отбивает половину клиентов; постоянный клиент Кэти хочет по-настоящему встречаться, а позже оказывается, что сама Кэти вовсе никогда не имела отношений с парнями и сама страдает интимофобией, боясь вступать в какой либо контакт с мужчиной, из-за прошлых обстоятельств...

## В главных ролях
- Эри Грейнор — Кэти Стил
- Лорен Миллер — Лорен Повелл
- Джастин Лонг — Джесс
- Стефани Лин — Крисси
- Мими Роджерс — Адель Повелл
- Ниа Вардалос — Рейчел Родман
- Марк Веббер — Син
- Джеймс Уок — Чарли
- Сет Роген — Капитан Джерри
- Кевин Смит — Кэбби

## Создание
Роль Кэти была специально написана для Эри Грейнор. Ранее Лорен Миллер исполняла роль в фильме Будь моим парнем на пять минут, и создатели были настолько вдохновлены исполнением роли актрисы, что лично попросили Лорен принять участие в съёмках фильма Если хочешь хорошо провести время, звони… Как заявила Эри Грейнор в ответ на письмо, предлагающее ей принять участие в съёмках фильма: 
 Я получила письмо, где было сказано, что мои фанаты истинно ценят моё исполнение, указывая, что я одна из немногих, которой удаётся быть одновременно сексуальной, уязвимой и забавной.
Съёмки фильма продолжались 16 дней в Лос Анджелесе, бюджет фильма составил  $1.3 миллиона. Миллер и Нейлон финансировали себя самостоятельно. Кассовые сборы фильма собрали $1,251,749. 28 августа 2012 года были официально выпущены саундтреки к фильму.

## Критика
Фильм Если хочешь хорошо провести время, звони… получил в основном смешанные отзывы. По рейтингу Rotten Tomatoes фильм получил 56% положительных отзывов. Представители журнала Entertainment Weekly отметили, что фильм принадлежит Эри Грейнор, похожей во многом на Кейт Хадсон, унаследовавшей дух Бетт Мидлер.